# Olcella parva
Olcella parva är en tvåvingeart som först beskrevs av Adams 1904.  Olcella parva ingår i släktet Olcella och familjen fritflugor. Inga underarter finns listade i Catalogue of Life.